# День митника України
День ми́тника України — державне свято в Україні, яке відзначається щороку 25 червня, починаючи з 2020 року.

## Історія свята
Свято було започатковано 2020 року. Відповідне рішення президента України погодив Кабмін 18 червня 2020-го року, встановлення святкування Дня митника на 25 червня.
Раніше, з 1991 до 2013 року в Україні також 25 червня відзначалось інше свято, пов'язане з митницею — День митної служби України.

## Привітання
- Привітання з Днем митної служби України 2022: картинки українською, листівки, проза, вірші// ТСН, 25 червня 2022 року, автор - Тетяна Малежик, Процитовано 26 січня 2023 року
- День митника України - привітання, красиві листівки і душевні картинки до свята// Главред, 25 червня 2022, Процитовано 26 січня 2023 року